# Tilapiini
Los Tilapiini (ocasionalmente Tilapini) son una tribu dentro de la familia Cichlidae comúnmente conocida como cíclidos tilapinos . Anteriormente, esta tribu contenía muchos otros géneros y especies, incluidos los económicamente importantes Oreochromis y Sarotherodon, pero una revisión taxonómica encontró que este grupo era parafilético y la mayoría se trasladó a Coelotilapini, Coptodonini, Heterotilapini, Oreochromini y Pelmatolapiini. En conjunto, la mayoría de las especies de estas tribus se denominan "tilapias". En un pasado más distante, otros géneros más diferentes como Steatocranus también se incluyeron en Tilapiini. Con estos géneros separados, Tilapiini ahora es una tribu mucho más restringida con solo tres géneros y aproximadamente media docena de especies de África central y meridional.

## Sistemática
Los tilapinos fueron reconocidos por el ictiólogo Ethylwynn Trewavas. 
Sin embargo, las filogenias de tilapinos basadas en ADNmt deben evaluarse con precaución, ya que por lo general se acercan a las verdaderas relaciones evolutivas de estos peces, pero no las representan. La razón es que se sabe que la hibridación dentro de cualquiera de estos linajes principales generalmente produce descendencia fértil, y podría hacerlo también entre los linajes. Las reservas de genes en estos peces se han mantenido (en gran medida) separados por señales de comportamiento durante millones de años, pero la incompatibilidad reproductiva ha evolucionado mucho más lentamente, como en muchos Pseudocrenilabrinae (cíclidos africanos).
Un tamaño de muestra pequeño, de uno a un puñado de especímenes por taxón, como se usa a menudo en los estudios moleculares, agrava aún más el problema. Como se analiza a continuación para el ejemplo de la crianza bucal, los datos no moleculares como la morfología o el comportamiento también han resultado ser extremadamente propensos a las homoplasias, sobre todo debido al pequeño pero continuo flujo de genes entre grupos genéticos bastante distantes evolutivamente.
Esencialmente, la mayoría de las hipótesis filogenéticas tradicionales y basadas en el mtDNA para los tilapinos deben considerarse con un alto grado de precaución. Este problema podría aliviarse hasta cierto punto mediante el uso de secuencias de ADNn. Comparando estos con los datos de mtDNA, se pudieron discernir los efectos de la hibridación. Además, es probable que la resolución del ADNn todavía sea lo suficientemente buena para delimitar los clados que aparentemente existen en los "tilapinos" si se muestrean numerosos taxones y especímenes. Luego, los investigadores podrían volver a analizar los datos morfológicos para descubrir autoapomorfias reales.
La evolución parece correr rápidamente en este grupo. Incluso las secuencias de ADNmt de rápida evolución a menudo son incapaces de resolver adecuadamente las relaciones entre especies. Es posible que la historia evolutiva precisa de algunos tilapinos no se resuelva adecuadamente con los métodos actualmente disponibles, por las razones discutidas anteriormente.

## Diversidad de comportamiento reproductivo
Al igual que otros cíclidos, los tilapinos exhiben comportamientos reproductivos complejos y protegen sus huevos y alevines. En términos generales, el rasgo plesiomórfico es el comportamiento de desove del sustrato, lo que significa que los peces forman parejas, ponen los huevos en una roca o en una depresión hecha en el sustrato, y luego ambos padres cuidan los huevos.